# Чичек Хатун
Чичек Хатун (тур. Çiçek Hatun; 1442 — 1498) је била конкубина султана Мехмеда II и мајка Принца Џема.

## Живот
Њено порекло је непознато. Неки историчари тврде да је рођена у Србији, а неки да је рођена у Византији и да је након пада Константинопоља отета и завршила у харему Мехмета Освајача. Била је мајка принца Џема. Њено име значи "цвет". 
После смрти Принца Џема, Чичек Хатун је избегла у Каиро, где је и умрла 3. маја 1498. године сахрањена управо и Каиру. За саму сахрану се побринула њена унука Гевхермулук.